# Haus der Musik

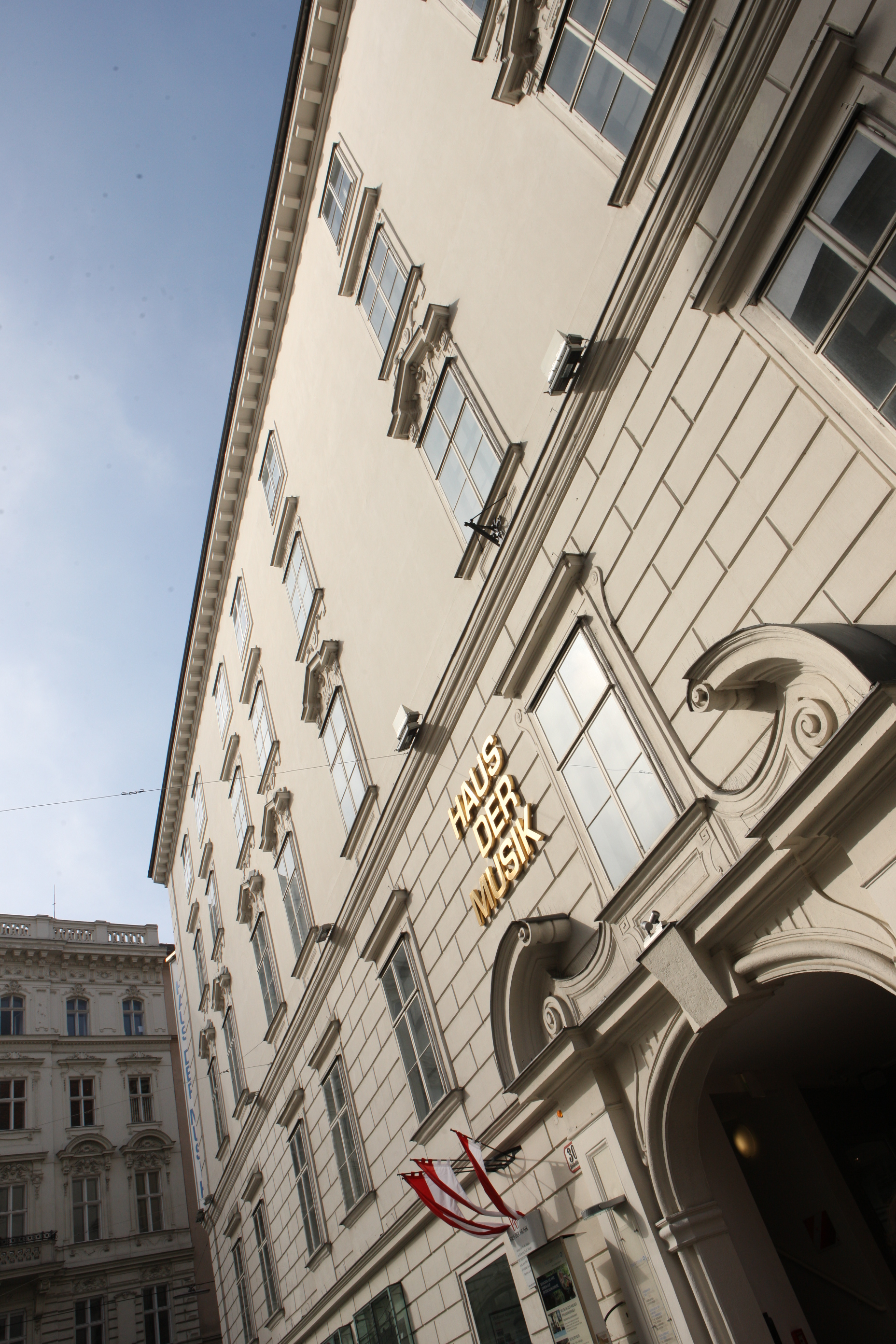
Das Haus der Musik in der Wiener Altstadt, 1., Seilerstätte 30

Das Haus der Musik ist ein Klangmuseum in Wien. Es wurde am 15. Juni 2000 eröffnet und steht seit 2005 über die Wien Holding im Eigentum der Stadt. Es befindet sich in der historischen Altstadt im Palais Erzherzog Carl an der Seilerstätte. Mit interaktiven und multimedialen Präsentationsformen wird auf vier Stockwerken mit einer Gesamtfläche von 5000 m² in die Welt der Musik der Wiener Philharmoniker, der Komponisten der Wiener Klassik und die Entstehung, Bearbeitung und Ausbreitung von Klängen eingeführt. Dabei wurde eine Brücke zwischen Tradition und Innovation bzw. zwischen Analogem und Digitalem geschaffen. Vier österreichische Universitäten, zwei ausländische Universitätsinstitute, ein Team von Musikern und Musikwissenschaftlern, Künstler aus dem Multimedia- und anderen Bereichen, Tontechniker, Architekten und Studenten waren in die Entwicklung eingebunden.
Das Haus der Musik wurde für seine innovative Konzeption mit dem Österreichischen Museumspreis ausgezeichnet. Geschäftsführender Direktor ist seit 2003 Simon K. Posch, Ehrenpräsident ist der Dirigent Zubin Mehta.
Seit Eröffnung verzeichnete das Museum Stand 2025 ca. 5.5 Millionen Besucher.

## Veranstaltungen

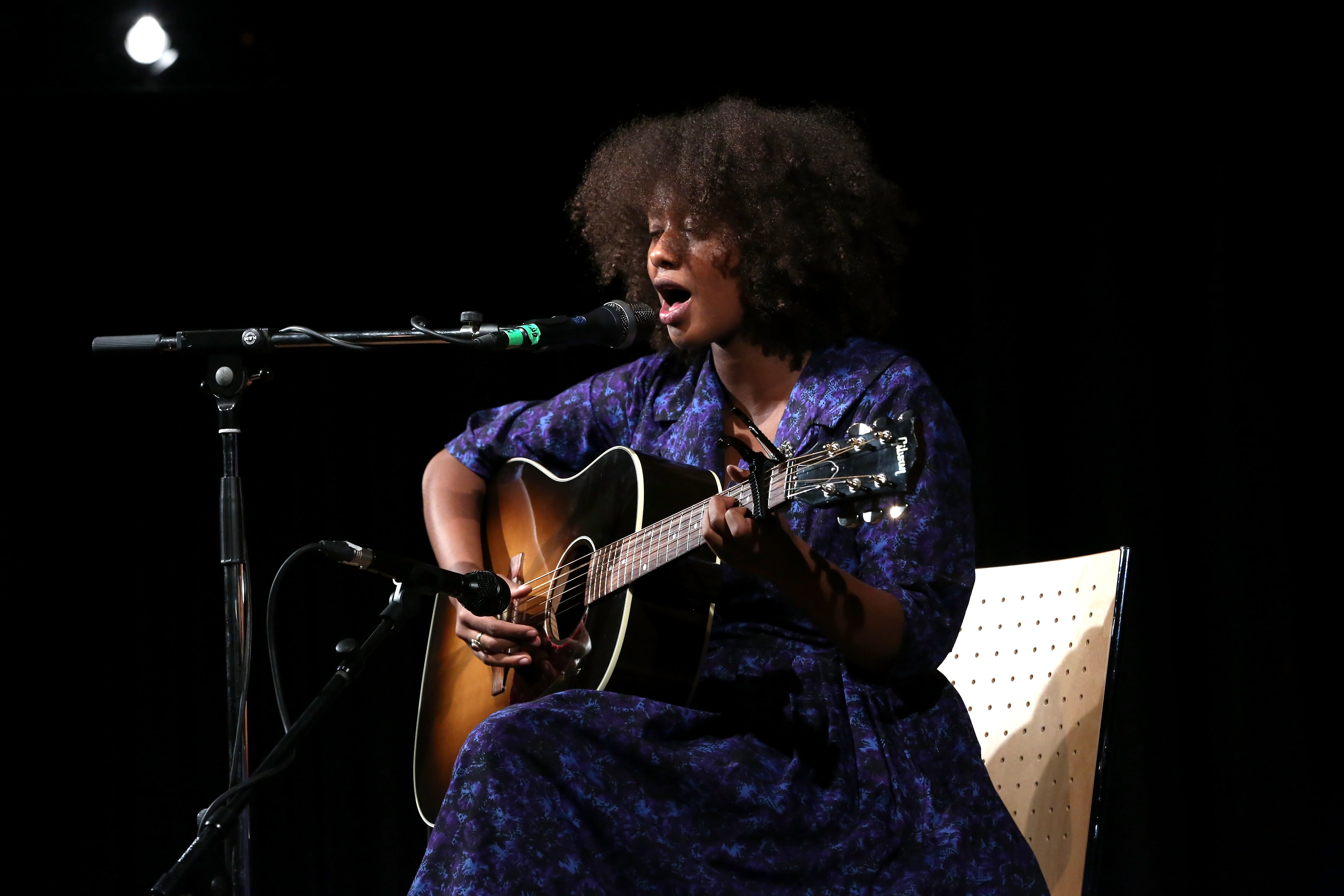
Mirel Wagner, Konzert im Rahmen von Waves Vienna 2014 im Dachgeschoß

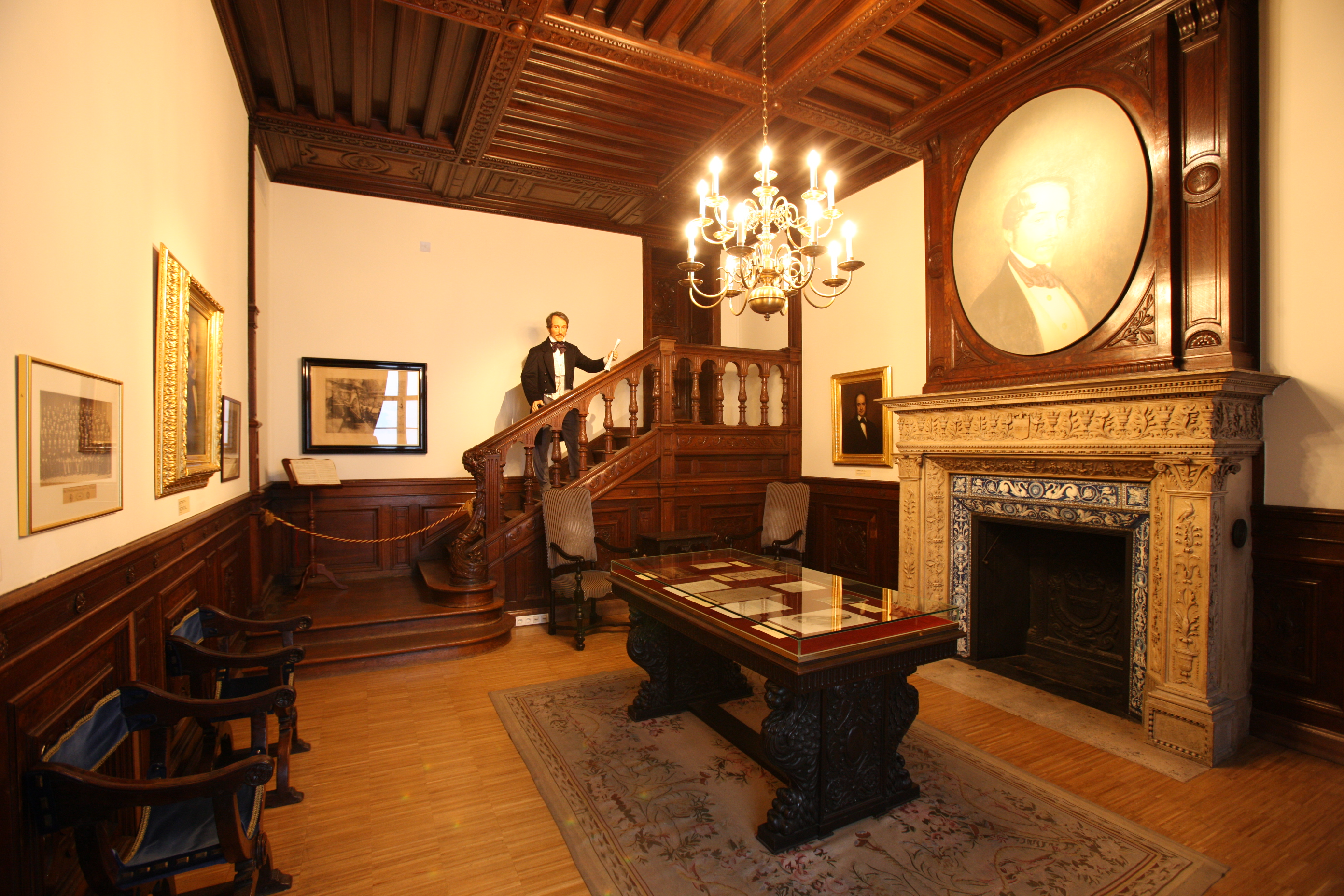
Otto-Nicolai-Raum

Regelmäßig finden im Haus der Musik diverse Veranstaltungen und Events statt, z. B.
- Kinderkonzerte mit Marko Simsa und Bernhard Fibich, Musicals für Kinder mit Gernot Kranner und viele weitere Künstler
- das Summa cum Laude Youth Music Festival für Kinder- und Jugendensembles aus aller Welt
- das alljährliche Frühlingsfestival „Sinnesrauschen“ mit Gästen insbesondere der Indie/Alternative-Szene
- die Konzertreihe „Live On Stage“ mit Künstlern der Indie/Alternative-Szene, in Kooperation mit der Vienna Songwriting Association

Die Events bzw. Konzerte finden im Veranstaltungssaal im Dachgeschoß und im glasüberdachten Innenhof statt. Ebenso können Firmen, aber auch Privatpersonen, diese Räumlichkeiten für Feiern, Seminare, oder Konzerte mieten.

## Geschichte des Hauses
Das Haus der Musik ist im historischen Palais Erzherzog Carl untergebracht. Im 16. Jahrhundert stand hier das kaiserliche Gießhaus und diente unter anderem der Produktion von Geschützen. Kaiser Rudolf II. schenkte 1603 seinem Hofkriegssekretär Heinrich Nickhard dieses Anwesen. 1707 war das von Kaiser Joseph I. gegründete Versatz- und Fragamt hier ansässig, ein Vorläufer des heutigen „Dorotheums“. Dieses übersiedelte später in die Dorotheergasse und wurde dort zu einem weltbekannten Auktionshaus. Zwischen 1720 und 1730 wurde es von einem Architekten aus dem Umkreis von Johann Lucas von Hildebrandt umgebaut. 
Einer der populärsten Habsburger, der Feldherr Erzherzog Karl von Österreich-Teschen (damalige Schreibweise: Carl, 1771–1847), erwarb zu Beginn des 19. Jahrhunderts das Gebäude, ließ es zum Palais umgestalten und bezog es im Jahr 1805. 1809 siegte er in der Schlacht bei Aspern über Napoleon I. Karls Gemahlin, Prinzessin Henriette Alexandrine von Nassau-Weilburg, ließ hier 1816 den ersten Weihnachtsbaum am Wiener Hof aufstellen und begründete dadurch diese Tradition im Hause Habsburg-Lothringen. Jedoch war es Fanny von Arnstein, die 1814 den ersten historisch bezeugten Weihnachtsbaum in Wien aufstellen ließ. 
1817 wurde Erzherzogs Karls Sohn, Albrecht hier geboren, welcher ebenfalls eine militärische Karriere einschlug.
1841 bezog Otto Nicolai hier eine Wohnung. Zu Ostern 1841 dirigierte er am Kärntnertortheater sein Werk „Il templaro“ und bekam kurz darauf die Stelle als Erster Kapellmeister. Von da aus bereitete er einen Zyklus von Orchesterkonzerten vor. Daraus entstanden die „Philharmonischen Konzerte“. Das erste Konzert fand am 28. März 1842 im Redoutensaal in der Hofburg statt, womit Nicolai als Gründer der Wiener Philharmoniker gilt. Deshalb wurde im ersten Stock im Rahmen vom Haus der Musik das „Museum der Wiener Philharmoniker“ eingerichtet. Dieser Teil ist denkmalgeschützt, da es sich um einen ehemaligen Tanzsaal handelt und die Wandverkleidung sowie zwei kleinere Kamine aus dem zweiten Viertel des 19. Jahrhunderts stammen. Im Gedenkraum für Otto Nicolai – ebenfalls in der Ausstellung über die Wiener Philharmoniker – befindet sich ein bemerkenswerter Renaissance-Kamin.
Mittlerweile befindet sich das gesamte historische Archiv der Wiener Philharmoniker ebenfalls im ersten Stock. Dieses ist nicht Bestandteil des Klangmuseums „Haus der Musik“ und kann daher nur auf Anfrage beim Historischen Archiv der Wiener Philharmoniker eingesehen werden. 
Ab 1838 bis zu seinem Tod im Jahre 1856 war Georg Simon Freiherr von Sina – einer der bedeutendsten Bankiers und Unternehmer des 19. Jahrhunderts – Eigentümer des Anwesens.
Das Palais, mit barocker Straßenfassade und den 1872 angebrachten Gitterbalkonen in der Seilerstätte, wurde von Josef Krawina 1958/60 zu einem internationalen Kulturzentrum und Studentenheim umgebaut, auch ein kleines Theater befand sich im Gebäude. Die Musikhochschule, spätere Universität für Musik und Darstellende Kunst, zog mit der Abteilung für Komposition und Dirigieren ein und auch die Phonothek hatte lange Zeit hier ihren Sitz.
Erst im Jahr 2000 geschah der letzte Umbau und Stefan Seigner, bis 2003 Manager von André Heller, eröffnete das Haus der Musik. 2005 übernahm die stadteigene Holdinggesellschaft von Seigner die Haus der Musik Betriebsgesellschaft mbH.

## Aufbau

### Innenhof
Zu erreichen ist der Innenhof über die Annagasse, die Krugergasse und den Haupteingang – die Seilerstätte 30. Im glasüberdachten Innenhof finden das ganze Jahr immer wieder unterschiedliche Veranstaltungen statt. Er ist aber auch als Versammlungsplatz für Gruppen und Individualbesucher gedacht, bevor das Museumsticket erworben wird. Es befindet sich auch ein Flügel in dieser Museumseingangshalle und Besucher, soferne sie ein wenig Klavier spielen können, sind eingeladen, Musikstücke darauf zu spielen. 
Auf den Weg in den ersten Stock gibt es drei Mal hängende, blaue Klangpaneelen – eine Klanginstallation. Sie soll auf die ersten (Natur-)Geräusche als Ursprungsimpuls jeder Kultur zurückweisen und ist gleichzeitig ein innovatives technisches Gebilde, bei dem die Platten als Klangkörper dienen. Daneben führen Werke bzw. Bilder von Johannes Deutsch – inspiriert vom Komponisten Richard Wagner – die Treppe entlang in die historischen Prunkräume der ersten Etage. 

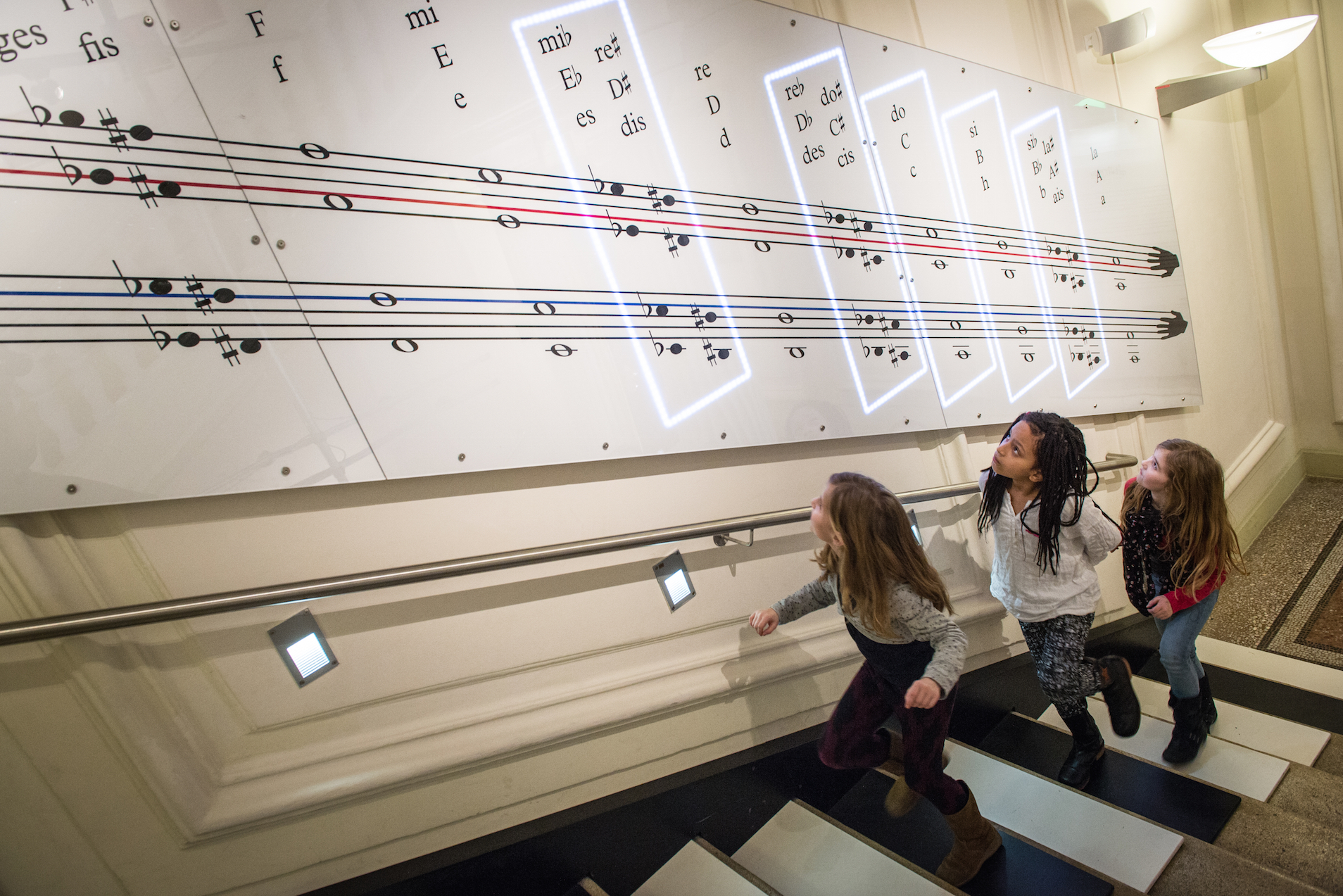
Stairplay

Eines der Highlights ist die Klaviertreppe – das „Stairplay“. Die Feststiege des historischen Palais verwandelt sich dabei in ein interaktives Piano mit bewegungssensitiven Stufen als Tasten. Besucher haben mit „Stairplay“ die Möglichkeit, die Grundlagen musikalische Notation kennen zu lernen, zu verstehen und anzuwenden, vom Kind bis ins hohe Alter, ohne Vorwissen oder zur Auffrischung bereits erworbener musikalischer Kenntnisse. 
Diese Klangtreppe ist das erste gemeinsame Projekt im Rahmen der Kooperation zwischen dem Haus der Musik und der „Lang Lang International Music Foundation“. Seit November 2014 ist das Haus der Musik offizieller Partner und Botschafter, deren zentrales Ziel nicht nur die Weitergabe und Förderung von Musik ist, sondern auch diese in den Mittelpunkt der Arbeit zu stellen. 

### Erste Etage – Museum der Wiener Philharmoniker
Die erste Etage war ein Tanzsaal, heute ist darin das Museum der Wiener Philharmoniker untergebracht. Der Komponist und Dirigent Otto Nicolai hatte hier von 1841 bis 1847 seine Wohnung, als er dieses berühmte Orchester gründete. 
Es wird die Geschichte und Gegenwart des Orchesters gezeigt, und zwar durch Konzertreisen, Ehrungen, Taktstöcke berühmter Dirigenten und Erinnerungsgegenstände. Ebenso erfährt man etwas über die Tradition des Wiener Philharmoniker Balls.
- Im Gedenkraum zu Nicolai befindet sich auch das Gründungsdekret und das erste Konzertplakat vom 28. März 1842. Die anfänglich bezeichneten „Philharmonischen Conzerte“ wurden 1860 zu den „Philharmonischen Abonnementkonzerten“, erst 1908 kam es zur offiziellen Gründung des „Vereins der Wiener Philharmoniker“.

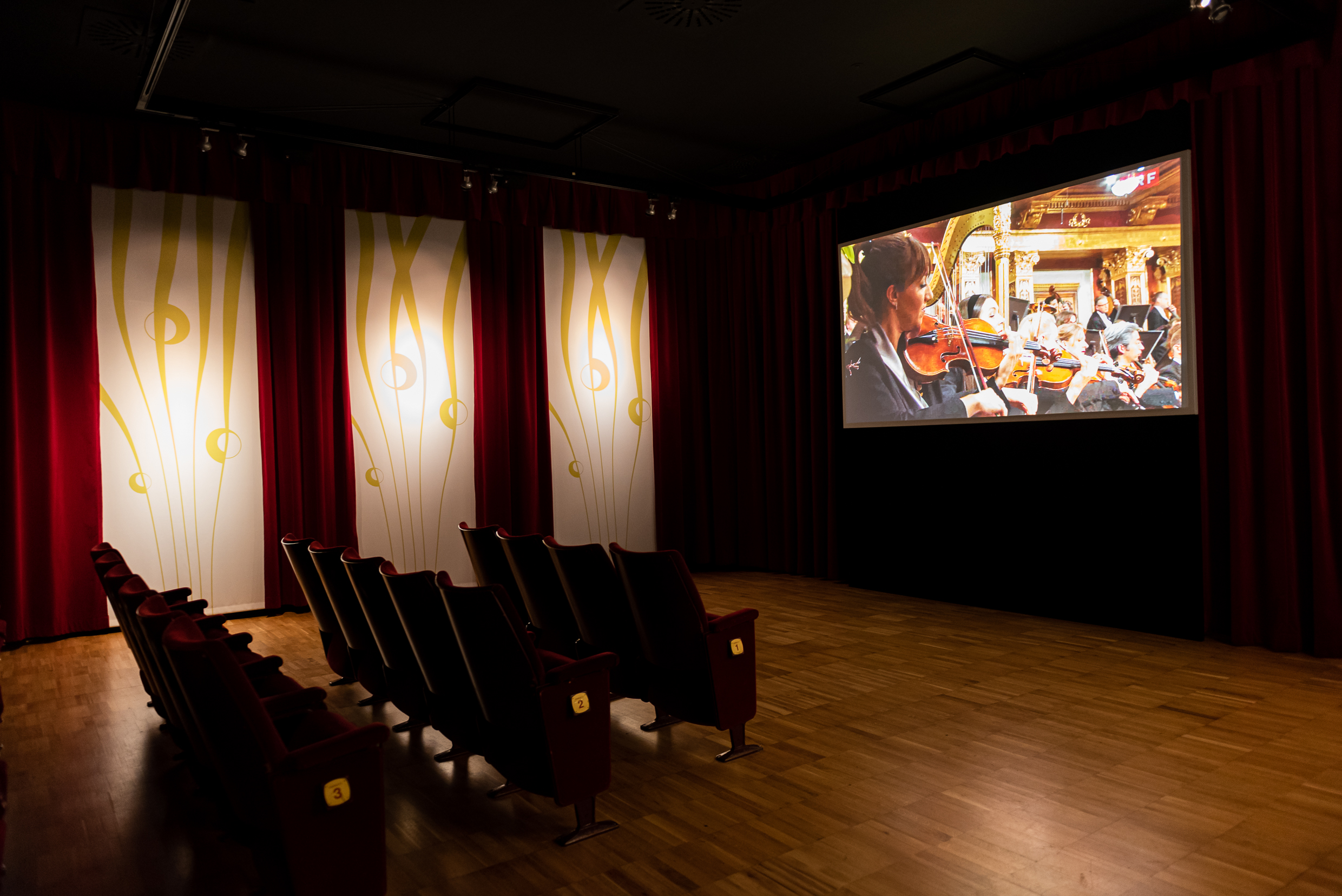
Kinosaal

- Im Kinosaal sind zur jeden vollen Stunde für 45 Minuten Ausschnitte aus dem aktuellen Neujahrskonzert der Wiener Philharmoniker und 15 Minuten aus dem vorjährigen Sommernachtskonzert zu sehen. Das erste Neujahrskonzert fand am 31. Dezember 1939 unter Clemens Krauss statt und mittlerweile wird es in über 90 Ländern im Fernsehen ausgestrahlt.
- Durch ein interaktives Walzer-Würfelspiel wird jeder Besucher zum Komponisten seines persönlichen Walzers. Dazu stellt man sich zu einem der vier Spieltische und bewegt die Hand über den Sensor. Danach greift man nach dem virtuellen Würfel. Jeder Würfelzahl sind zwei Takte zugeordnet. Pro Spieltisch muss viermal gewürfelt werden, damit der individuelle Walzer abgespielt werden kann. Jedem Spieltisch sind drei Instrumente zugeordnet, welche selbstständig wechseln, sobald sie erklungen sind. Das computergenerierte System funktioniert nach dem Zufallsprinzip und ermöglicht, mit mehr als tausend Varianten zu komponieren. Im Museumsshop auf der 4. Etage kann man einen Ausdruck seines persönlichen Walzers erwerben, indem man sich die Zahl am Ende des Spiels merkt, welche am Bildschirm erscheint. Diese historische Idee – durch Würfeln zu komponieren – hat das Haus der Musik bei Wolfgang Amadeus Mozart und Joseph Haydn übernommen.

### Zweite Etage – Sonotopia

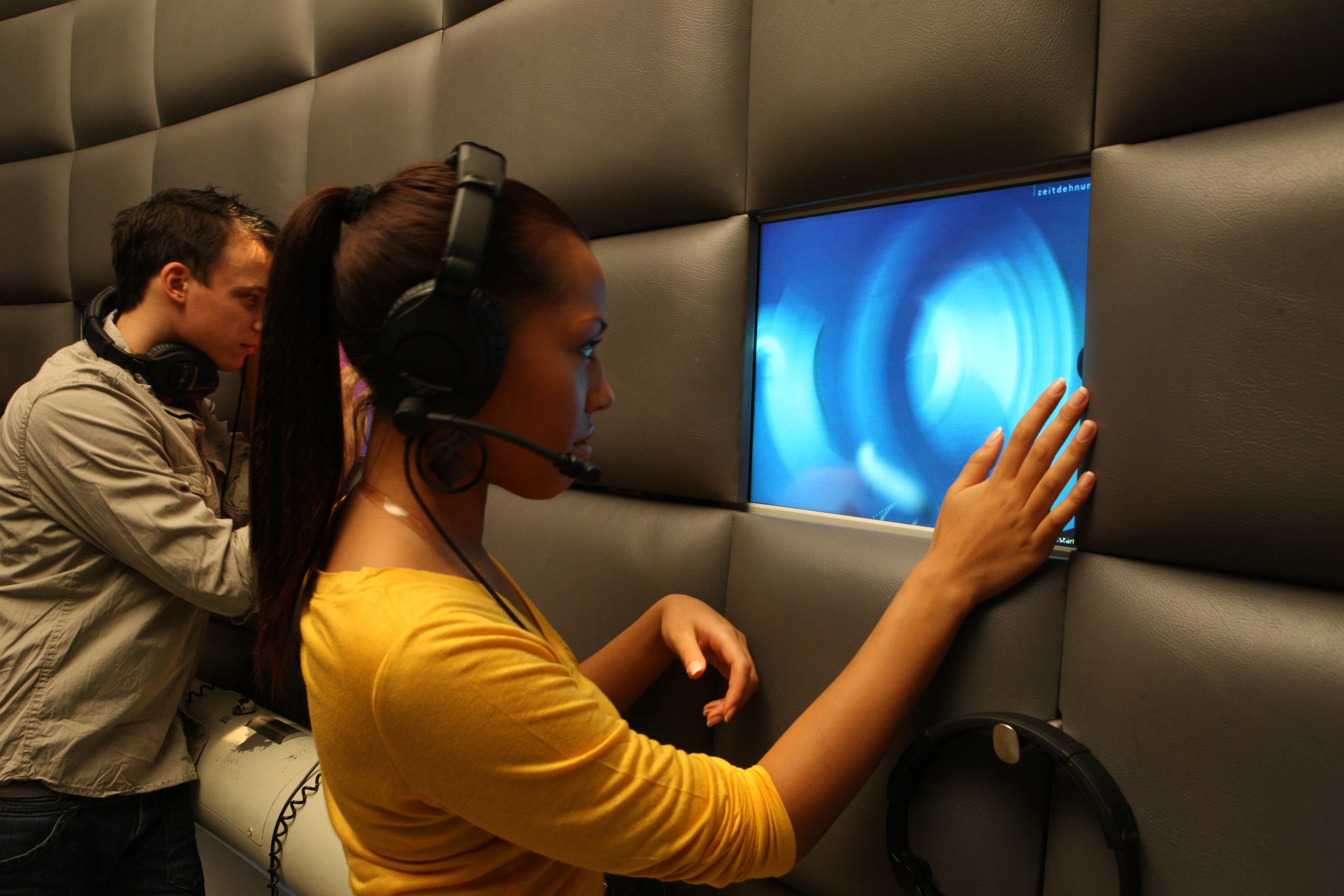
Sonotopia

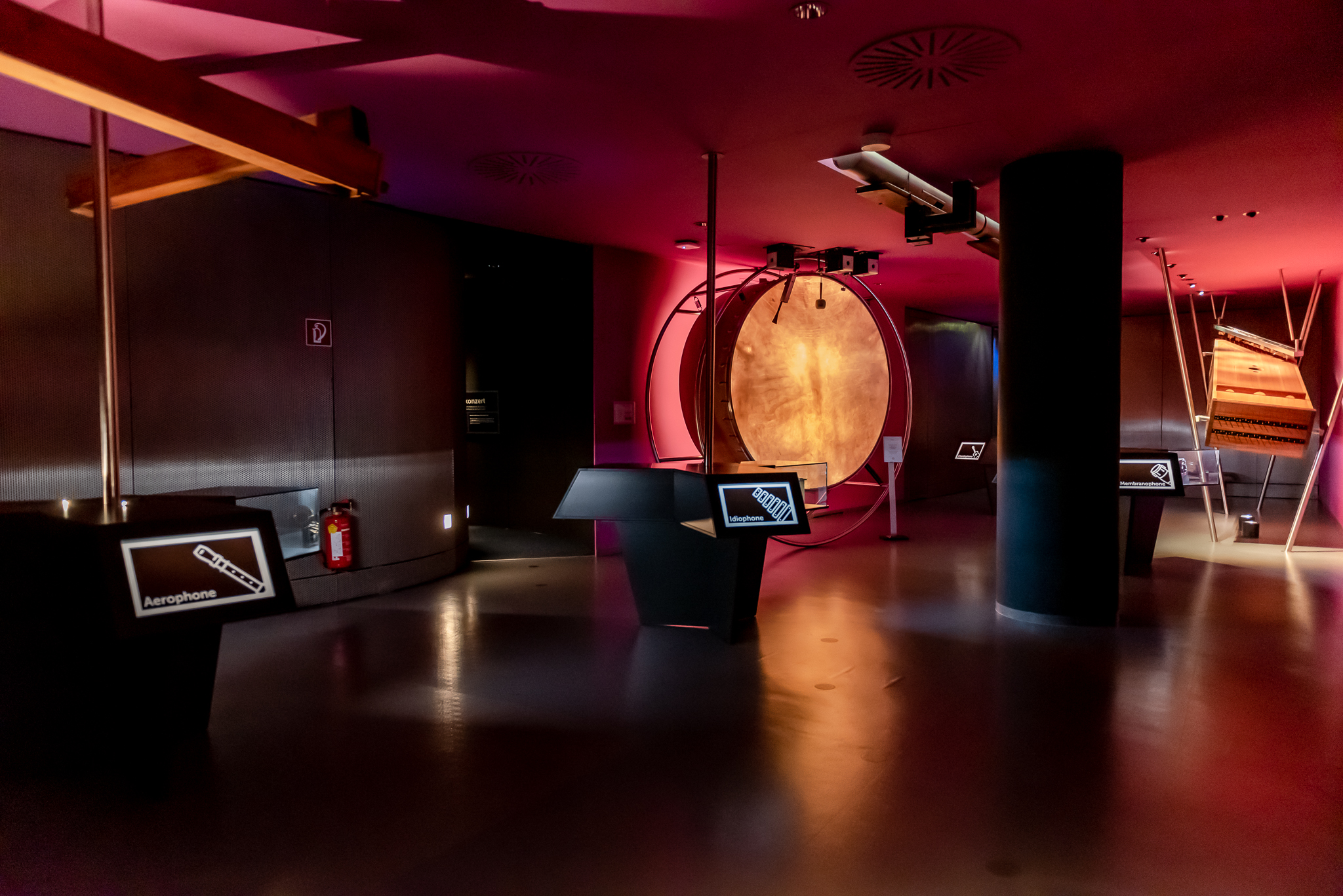
Instrumentarium

Auf der zweiten Etage können Besucher an verschiedenen Terminals mit Klängen und Musik experimentieren. In unterschiedlich gestalteten Räumen wird durch außergewöhnliche Experimente und Klangerlebnisse versucht, ein individuelles Hör-Bewusstsein zu schaffen und an die Grenze der Wahrnehmung zu führen. 
Origin Raum
Eine Vielfalt an Klängen und Geräuschen umgibt den Menschen tagtäglich. In diesem Raum befinden sich zehn kreisrunde Bodenmarkierungen. Der Besucher wird aufgefordert, sich in einen der Kreise zu stellen und das dann hörbare Geräusch zu erraten.
- Wellenrohr oder Kundtsches Staubrohr

Anhand von diesem Experiment, Touchscreens und Schautafeln wird erörtert was Schall ist, wie schnell er ist und wie er sich ausbreitet. Das „Wellenrohr“ visualisiert Schall, indem eine sogenannte „Stehende Welle“ kreiert wird. Der Besucher muss dazu an zwei Knöpfen drehen und die Lautstärke bzw. eine von drei Frequenzen einstellen.
- Phenomena: Das Wahrnehmungslabor

An sechs interaktiven Touchscreen-Terminals hat man mittels Kopfhörern die Möglichkeit, selbst zu experimentieren. Auf diese Weise können Klangereignisse, bzw. Klang-Phänomene auf den Grund gegangen werden. So erfährt man etwas über die Shepard-Skala, oder wie ein Säugling im Mutterleib hört, oder etwas über die persönliche Hörgrenze. Über einen eigenen Terminal ist auch etwas über die Hörwelt der Tiere zu erfahren, wie etwa deren Frequenzbereiche.
- Das Ohr und Lautstärke bzw. Schalldruck

Ein großer Touchscreen ermöglicht den Einblick in das menschliche Ohr. Der Besucher kann selbst die einzelnen Bereiche des Ohres und der Weg des Schalls – Außenohr, Mittelohr, Innenohr und Gehirn – erkunden. Weiters gibt es eine Schautafel zum Thema Schalldruck bzw. der Intensität von Klängen.
- Instrumentarium

Im Instrumentarium werden anhand von vier Rieseninstrumenten die Prinzipien der Klangerzeugung veranschaulicht. Es gibt Instrumente, welche zu den „Luftklingern“, also Aerophonen zählen; Instrumente, welche zu den Selbstklingern, also Idiophonen gehören; Instrumente die zu den Saitenklingern, also Chordophonen zählen und „Fellklinger“, welche zur Gruppe der Membranophone gehören. Anhand von vier Touchscreens kann man Instrumente zum Klingen bringen und gleichzeitig erfahren, welcher Kategorie sie zugeordnet sind.
- Zookonzert

Dieses Mitmach-Märchen ist für die jüngeren Museumsbesucher kreiert worden. Ein Kind stellt sich vor eine Leinwand auf eine Bodenmarkierung und kann durch Gestensteuerung in verschiedene Musikgeschichten von „Rosalie und ihren Kuscheltieren“ eintauchen. So kann jeder Besucher, jede Besucherin, etwa Frösche auf der Leinwand hüpfen lassen, oder Pinguine watscheln lassen, aber auch Instrumente auswählen, welche dann erklingen.
- Sonotopia Universe und Sonotopia Lab

In diesem großen Raum erstreckt sich ein eindrucksvolles Klang-Universum über den Köpfen der Besucher. Die Wesen und Formen, die sich hier bewegen, werden „Clong“ genannt. Diese klanglichen Gestalten harmonieren visuell und akustisch miteinander und werden von den Besuchern selbst erschaffen. Im direkt angrenzenden Sonotopia Lab erstellt und formt man das eigene, unverkennbare Klangwesen ganz nach eigener Vorstellung und erweckt es anschließend visuell und akustisch zum Leben.

### Dritte Etage – Die großen Meister
Die dritte Etage widmet sich der Musikgeschichte – im Speziellen der Wiener Klassik – mit einer Auswahl an Komponisten, die in Wien wirkten. Informationstafeln, Bilder, persönliche Gegenstände, Instrumente, kostbare Originale und Zeitdokumente ermöglichen den persönlichen Zugang zu den Komponisten. Vor allem Touchscreens mit Informationen und Bildern ermöglichen es, sich intensiv mit dem jeweiligen Komponisten auseinanderzusetzen. 
Folgenden Komponisten wird hier jeweils ein ganzer Raum gewidmet:
- Der erste Raum in der dritten Etage beinhaltet eine Hologramm-Galerie von den Komponisten Haydn, Mozart, Beethoven, Franz Schubert und Johann Strauss (Sohn). Er dient als Einstimmung auf die kommenden Komponistenräume.
- Der zweite Raum ist Joseph Haydn gewidmet. Er gilt als Wegbereiter und Erneuerer der Wiener Klassik. Inhaltlich wird auf das Streichquartett fokussiert, da Haydn als „Vater“ der Gattung Streichquartett gilt. So ist etwa ein Faksimile vom sogenannten „Kaiserquartett“, op. 76, Nr. 3 ausgestellt. Weiters ist ein Exemplar eines ausgestopften Graupapageis zu sehen. Haydn nahm sich so einen von seiner zweiten Londonreise 1794/95 mit nach Hause. Dieser konnte angeblich sprechen und die Melodie des „Kaiserquartetts“ pfeifen.
- Der dritte Raum ist Wolfgang Amadeus Mozart gewidmet. Ausgestellt sind unter anderem ein Familienportrait aus dem Jahre 1781 und mehrere kleine, über 250 Jahre alte „Tanzmeistergeigen“. Thematisiert wird ebenso die Oper „Die Zauberflöte“, aber auch die Reisen Mozarts. Eines der Highlights im „Mozart-Raum“ ist das so genannte „NAMADEUS -SPIEL“, ein interaktives Computerprogramm, das Mozarts musikalischem Spiel KV 516f nachempfunden wurde. Damit kann jeder Besucher seinen Namen in eine originale Mozart-Interpretation umwandeln. Für jeden Buchstaben im Alphabet ließ Mozart sich zwei Takte und eine Variante einfallen. Dieses Spiel dachte sich Mozart im Jahr 1787 für seine Klavierschülerin Franziska von Jacquin aus. Ebenso interaktiv ist in diesem Raum das „Facing Mozart“. Dabei sitzt man dem Komponisten – analog eines Spiegelbildes – gegenüber und kann mittels „Facetracking“ in die Rolle Mozarts schlüpfen um dessen Kopfbewegung und Mimik zu steuern.

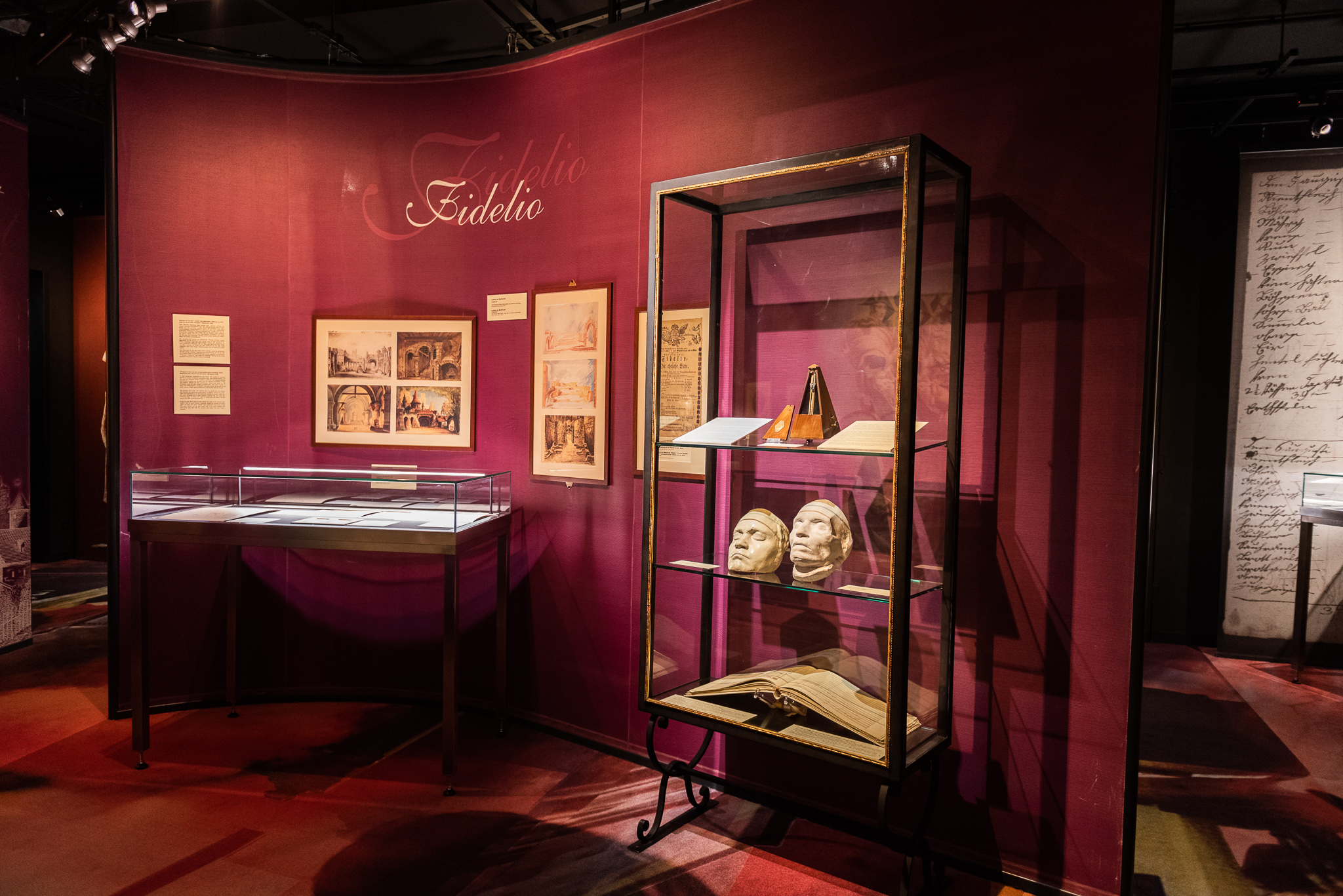
Beethoven-Raum

- Der vierte Raum ist Ludwig van Beethoven gewidmet. Der inhaltliche Fokus liegt etwa auf seinen vielen (insgesamt 67) Umzügen in Wien und dem heutigen Niederösterreich. Auf einer virtuellen Karte sind alle Wohnorte verzeichnet, über die man im Einzelnen mehr erfahren kann. Ebenso wird Beethovens Hörverlust und seine Taubheit ausführlich thematisiert. Dies wird anhand von Hörstationen mit seinen Musikstücken veranschaulicht. Die originale Eingangstüre jener Wohnung, in der Beethoven gestorben ist, sowie mehrere Objekte zum Alltag des Komponisten sind ebenso ausgestellt. Der Fokus hinsichtlich seines Musikschaffens liegt in diesem Ausstellungsbereich auf seiner 3. Sinfonie „Eroica“ und auf seiner einzigen Oper „Fidelio“.
- Der fünfte Raum ist Franz Schubert gewidmet. Inhaltlich liegt der Schwerpunkt dort auf seinem Lied-Schaffen und den sogenannten „Schubertiaden“. Der Raum ist wie ein Biedermeierzimmer gestaltet. Ungewöhnlich scheint der Anblick einer originalen Schubertbrille, welche wie eine Kinderbrille anmutet, jedoch dem erwachsenen Schubert gehört hatte.
- Der sechste Raum ist Johann Strauss Sohn gewidmet und ist dergestalt konzipiert, dass sich der Besucher in einen Pavillon in der Nähe des Schloss Schönbrunn zurückversetzt fühlt. Thematisch liegt der Schwerpunkt beim Walzer und bei der Wiener Balltradition. In einer großen Vitrine sind viele Ballspenden, bzw. Damenspenden aus dem 19. und 20. Jahrhundert zu sehen.
- Der siebente Raum ist Gustav Mahler gewidmet. Hier wird der Besucher in einen Wald versetzt, da er vor allem in den Sommermonaten in seinen „Komponierhäuschen“ im Wald bzw. am See komponierte. Thematisiert wird seine Zeit als Operndirektor in Wien in den Jahren von 1897 bis 1907, seine Opernreformen und seine Musikwerke.
- Der achte Raum ist der sogenannten Zweiten Wiener Schule gewidmet. Die Hauptvertreter Arnold Schönberg, Anton von Webern und Alban Berg sind dort zu finden. Die Zwölftonmusik wird unter anderem anhand eines originalen Karteikartensystems zu Schönbergs Oper „Moses und Aron“ veranschaulicht.
- Der vorletzte Raum ist ein Gedenkraum – der Exodus Raum - , welcher den Opfern des Nationalsozialismus gewidmet ist. Im Zentrum steht ein aufgebrochener Holzschrein, dessen vergoldetes Inneres leer ist. Diese Installation von Rudolf Leitner-Gründberg veranschaulicht, dass sich das Wiener Musikleben von der Ermordung und Vertreibung vieler Komponisten und Interpreten durch den Nationalsozialismus niemals mehr erholt hatte.
- Der letzte Raum bildet seit dem Umbau 2020 einen Wechselausstellungsraum und bietet nun der grundsätzlich permanent gestalteten Ausstellung die Möglichkeit, immer wieder neue Impulse und Schwerpunkte für einige Monate zu setzen.

### Vierte Etage – Virtueller Dirigent

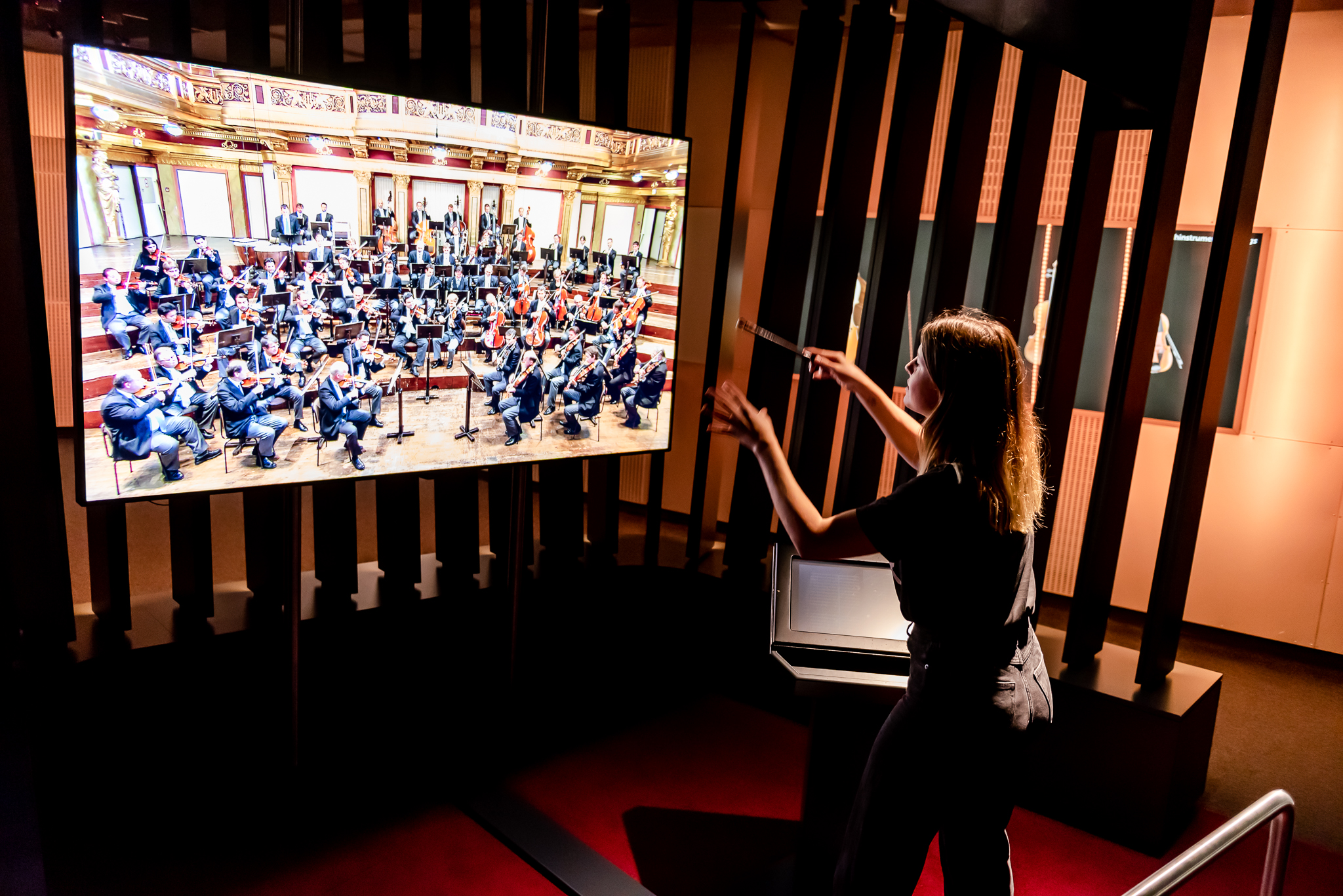
Virtueller Dirigent

Der Virtuelle Dirigent ist der herausragendste Höhepunkt der Ausstellung. Der Besucher wählt aus sechs Musikstücken am „Notenpult“, einem Touchscreen, aus. Der spezielle Taktstock ist mit einer Animation verbunden, mittels welcher das Wiener Philharmoniker Orchester auf großen Bildschirm dirigiert werden kann. 
Folgende Musikstücke stehen beim Virtuellen Dirigenten zur Auswahl: 
- An der schönen blauen Donau und Annen-Polka von Johann Strauss (Sohn)
- Radetzky-Marsch von Johann Strauss (Vater)
- Eine kleine Nachtmusik von Wolfgang Amadeus Mozart
- Ungarischer Tanz Nr. 5 von Johannes Brahms
- Cancan von Jacques Offenbach (Bearbeitung von J. Strauss Sohn)

Den vorletzten Raum bildet der so genannte „Raum der Stille“, auch „Acoustic Reset“ Raum genannt. Es ist ein schallreduzierter Raum, welcher der Stille gewidmet ist. Dieser Moment der Stille soll ein Gegenpol zu den Klängen der Ausstellung und des alltäglichen Lebens sein. Die Reise durch die Welt der Klänge nimmt hier sein Ende. 
- Museumsshop

Dieser befindet sich am Ende der 4. Etage. Hier sind die Musik-Urkunden zu den Installationen in der Ausstellung erwerbbar sowie diverse Klang-Souvenirs.